# Гулькина Наталія Валеріївна
Наталія Валеріївна Гулькина, до шлюбу Кляренок  ; нар. 20 лютого 1964 року, Москва) — радянська і російська естрадна співачка, екс-солістка культових радянсько-російських поп-гуртів «Міраж» і «Зірки».

## Біографія

### 1964-1986: Дитинство і юність
Народилася в Москві . У школі вчилася добре, але не відрізнялася зразковою поведінкою. В школі слухала Висоцького, Зикіну, Deep Purple та Kiss. Займатися співом Наталія стала, взявши приклад з батька. Навчившись грі на гітарі, почала сама складати пісні, які співала в дружніх компаніях, піонерських таборах, на випускних вечорах. Перемагала в конкурсах .
Рано одружилася з Миколою Гулькіним[джерело не вказане 1570 днів] і в 20 років народила сина Олексія .

### 1986-1988: Гурт «Міраж»
Займаючись вокалом у джазовій студії, мріяла вийти на професійну сцену . Світлана Разіна, одна з учасниць студії, познайомила з молодим композитором і клавішником Андрієм Литягиним . Той в цей час шукав нову вокалістку для колективу «Міраж», так як Маргарита Суханкіна, яка взяла участь у записі трьох композицій «Зірки нас чекають», «Відео» і «Ця ніч», брати участь у записі решти матеріалу для майбутнього альбому відмовилася, тому що мала намір зробити оперну кар'єру в Великому театрі і не хотіла бути поміченою в гурті, який виконує поп-музику. Литягин і запропонував Наталі записати кілька пісень  .
Гулькина виконала вокальні партії для п'яти пісень: «Сонячне літо», «Божевільний світ», «Я не хочу», «Електрика», «Чарівний світ»  . 3 березня 1987 року вийшов дебютний альбом гурту «Міраж» Зірки нас чекають.

### 1988-1992: Гурт «Зірки»
У 1988 році «Міраж» готував випуск другого альбому «Знову разом», на створення якого наполягала Гулькина. В цей час Наталія гастролювала з гуртом країною. Литягин, щоб не відволікати співачку, знову запросив для запису Суханкіну, з якою і був записаний альбом. Наталії запропонували вивчити пісні і виконувати їх під фонограму Маргарити . Гулькина відмовилася і покинула гурт «Міраж», вирішивши почати сольну кар'єру .
Співачка не розбиралася в юридичних питаннях і продовжувала виконувати ті пісні «Міража», які вона виконувала в якості солістки гурту. Незабаром, однак, організатори гурту заборонили їй це робити .
В цей же час на «Звуковий доріжці» відбулося знайомство Наталії з Леонідом Величковським. Він сказав їй, що у нього є багато цікавого матеріалу, і запропонував Гулькіній його подивитися. Музика Величковського Наталії сподобалася, і вони записали альбом «Маленький принц», до якого увійшла пісня «Сонце горить». Альбом користувався великою популярністю . У московському парку Горького відбувся збірний концерт в зв'язку зі святкуванням Дня міста, який приїхали знімати телевізійники американського каналу MTV . На нього запросили виступити гурт «Міраж» з Тетяною Овсієнко, «Фея» зі Світланою Разіною і Наталію.
В цей же час гурт зняв перші два кліпи на пісні «Сонце горить» і «Вірю і люблю».
У 1989 році у гурту вийшов другий альбом «Дискотека», який завоював величезну популярність .
У 1990 році після перемоги на міжнародному фестивалі «Інтер-шанс» Наталія Гулькина вирушила на гастролі в Китай, опинившись фактично першою радянською естрадною співачкою, яка виступила в цій країні. У Пекіні на концерті «Зірок» в Палаці спорту зібралося близько 20 тисяч глядачів .
У 1991 році Наталія Гулькіна записала два альбоми. Перший з них - « Треба лише мріяти », пісні для якого були написані Сергієм Лемохом на слова Гулькіної («Айвенго», «Це Китай» і ін., на них були зняті кліпи) і Олегом Молчановим на слова Аркадія Славоросова. Другий - сольний альбом співачки « Денний ангел », пісні для якого написали Олег Молчанов і Славоросов . Співачка зайняла 9-е місце в «Пісні року» за версією «Московського Комсомольця».
З 1992 року в «Зірках» з'явилися танцюристи, розпочалася співпраця з хореографом Сергієм Мандріком. За кілька років танцюристи неодноразово змінювалися, і до 1995 року визначився квартет «Street Jazz»: Сергій Мандрик, Максим Недолечко aka «Пепс», Володя Суворов і Араік Мартиросян. Гулькина працювала з цим колективом до 2001 року .

### 1993-2004: Сольна кар'єра
У 1993 році Наталія Гулькина заснувала школу-студію «Нове покоління» для обдарованих дітей на базі центру дитячої творчості «Сузір'я» . У тому ж році на фірмі звукозапису ZeKo Records вийшов її альбом « Свята любов » з хітами «Ріо-де-Жанейро» і «До побачення, любов» . У цей і наступні роки Гулькина виступала з концертами в Німеччині для російськомовної аудиторії.
У 1995 році Наталія Гулькіна поступила в ГІТІС на факультет естрадного мистецтва за спеціальністю «Режисер естрадно-масових видовищ» на курс Народного артиста Росії Андрія Ніколаєва.
У 1996 році на фірмі звукозапису ZeKo Records вийшов альбом « Танцюючий місто » з хітами «Альбатрос» і «Мелодія любові» . В альбомі, крім творів Молчанова та Лемоха, були пісні молодих авторів - Рафаеля Сафіна і Любові Любовцовой. На заголовну пісню «Мелодія любові» режисер Андрій Щербаков зняв кліп, участь в якому взяли танцюристи колективу «Street Jazz» . У грудні в Московському палаці молоді відбулися сольні концерти Наталії Гулькиної, присвячені 10-річчю її творчої діяльності. Для участі в шоу були запрошені танцювальні колективи «Крім'с» і «Блиск», а також вихованці школи-студії «Нове покоління» .
У 1997 році Гулькина перевелася на акторський факультет ГІТІСу і стала вчитися на курсі у Давида Ливнєва . У тому ж і наступному роках Наталія працювала над новим альбомом під робочою назвою «Парус мрії», в записі якого взяли участь Великий симфонічний оркестр імені П. І. Чайковського під керуванням В. І. Федосєєва і багато музикантів. Цей альбом так і не був виданий .
У 1999 році Наталія успішно закінчила ГІТІС, отримавши диплом драматичної акторки театру і кіно.
У 2000 році Гулькина записала ремікс на пісню «Сонячне літо» з першого альбому «Миража», на яку кліпмейкером Віктором Конісевич був знятий кліп. У зйомках взяв участь автогонщик Олексій Дудукало, чемпіон Росії з автоперегонів. У той же час були записані ще два ремікси на пісні «Миража» - «Я не хочу» і «Божевільний світ»  .
У 2001 році на зміну колективу «Street Jazz» Гулькина стала співпрацювати з балетом «Mobius», спільна робота з яким тривала до січня 2005 року .
У 2002 році Наталія взяла участь у фестивалі « Дискотека 80-х », виконавши ремікси на пісні «Сонячне літо», «Божевільний світ» і «Дискотека»  .
У 2003 році Гулькина намагалася створити новий гурт-дует «Мальта» і записала дві нові пісні, проте незабаром повернулася до сольної творчості  .

### 2004-2011: Дует з М. Суханкіною і відродження «Міраж»
У 2004 році Наталія Гулькіна і Маргарита Суханкіна в один і той же час записували сольні альбоми, а оскільки Суханкіна вже пішла з Великого театру, хтось із журналістів зробив висновок, що вони вирішили об'єднатися    . У Гулькиної виникла ідея відродити гурт «Міраж» , створивши дует з Суханкіної, з якої вона навіть не була знайома, хоча свого часу вони обидві брали участь у записі пісень для першого альбому «Міража» . Наталія зателефонувала Маргариті, але та не відразу погодилася побачитися, бо пропозиція їй здалося безперспективним. 
Співачки вирішили об'єднати зусилля і записати спільний альбом. Наталія в якості продюсера запросила Сергія Лаврова, з яким співпрацювала в «зірки», і познайомила його з Маргаритою . Результатом їхньої спільної діяльності стала пісня «Просто Міраж» і сингл «Міраж любові», що викликав величезний інтерес у публіки. Слова до пісні написала сама Гулькина, а музику - Вадим Золотих  . Незважаючи на невдоволення власника прав на бренд «Міраж», Гулькина і Суханкіна продовжили спільну діяльність спочатку під назвою «Соло», а потім змінили його на «Золоті голоси гурту "Міраж"». Співачки брали участь в «Дискотеці 80-х» з піснею з репертуару Наталії Гулькіна «Айвенго». У 2005 році випустили альбом «Просто Міраж», а також зняли кліп на однойменну пісню . У проекті брали участь танцювальні команди «WA», «Scotch», «VIP» . У 2006 році в ГЦКЗ « Росія » відбувся концерт «Золотих голосів групи "Міраж"» . Співачки платили композитору Андрію Литягину за право виконувати його твори .
У 2007 році Наталія Гулькіна і Маргарита Суханкіна об'єдналися з Андрієм Литягиним, відродивши гурт « Міраж» . У тому ж році був знятий кліп на пісню «Тисяча зірок» .

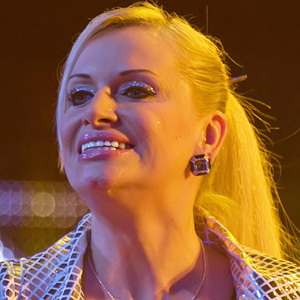
Наталія Гулькіна на фестивалі «Легенди Ретро FM 2009»

У 2008 році Наталія Гулькіна і Маргарита Суханкіна взяли участь в телевізійному шоу НТВ «Суперстар 2008. Команда мрії» і стали переможницями цього проекту по числу набраних глядацьких голосів . У цьому шоу Наталія повною мірою проявила свій акторський талант, блискуче зігравши ролі Снігуроньки, Відьми, Офіціантки і інших персонажів .
17 вересня 2009 року вийшов новий альбом групи «Міраж» під назвою «Тисяча зірок» , в якому Гулькина виконала чотири пісні сольно і ще чотири в дуеті з Суханкіної. У той же час вийшов новий кліп групи «Мерехтить ніч».
У 2010 році Наталія в складі «Міража» взяла участь в церемонії відкриття Зимових Олімпійських ігор у канадському Ванкувері, де гурт дав два концерти .

### 2011 - Сучасний період
У січні 2011 року Наталія Гулькіна покинула гурт «Міраж» через розбіжності з колегами, відновивши свою сольну кар'єру. Її місце в колективі зайняла Світлана Разіна  . Наталії заборонили виконувати навіть ті пісні «Міража», в яких вона виконувала соло. Але Гулькина і сама принципово відмовилася з ними виступати  .
Наталія Гулькіна зайнялася новими проектами. У лютому вона дала перший сольний концерт в клубі «Джазмен», виконавши свої знамениті хіти «Дискотека», «Айвенго» та ін. В джазовій обробці. 21 квітня вийшла нова сольна пісня Наталії «Твоє ім'я» . Знялася в «Найкращому фільмі-3» і серіалі «Дєтка» каналу СТС, в мюзиклі «Три мушкетери» на музику Максима Дунаєвського зіграла головну роль, з'явившись в образі королеви Анни Австрійської .
У 2012 році Наталія Гулькіна виступала сольно і в дуеті зі Світланою Разіною.
28 листопада відбулася презентація п'ятого сольного альбому Наталії Гулькина «Сама по собі», пісні для якого були написані Арсеном Касієвим. Наталія постала в новому образі і нових костюмах власного дизайну, підготовлених до виходу альбому  .
У грудні 2012 року в ефірі «Русского радио» прозвучала нова пісня Гулькиної «Сокіл», написана Андрієм Демидовим. У початку 2013 року Максим Рожков зняв кліп на цю композицію , з якою співачка хотіла виступити на «Євробаченні», але на конкурс поїхала інша виконавиця.
У 2013 році Наталія готувала до випуску новий сольний альбом з піснями власного твору, записаними в джазових обробках, а також займалася підготовкою сольного виступу з оригінальними декораціями, костюмами і хореографічними постановками під назвою «У всьому винна любов», де вона збиралася виступити не тільки як виконавиця, а й як режисер шоу.
У 2013 році у неї пройшов ряд концертів Росією спільно з колишніми колегами по «Міражу» Світланою Разіною і Ромою Жуковим під назвою «Зірки 80-х. Знову разом 25 років по тому ». У січні в Воронежі і Рязані пройшло шоу «Новий рік з зірками Ретро FM», в якому взяли участь Роман Жуков, Наталія Гулькіна і Світлана Разіна. Наталія записала сольний варіант пісні «Лети, мрія», а також ремікс на цю ж пісню. Спільно зі Світланою Разіною був створений ремікс на пісню «Жінці вірити не можна».
У березні 2013 року Наталія Гулькина підтримала громадську «Рух проти раку»  . 29 березня в клубі «Морозов Хол» міста Твері Наталія Гулькіна, Рома Жуков і Світлана Разіна виступили на спільному концерті «Легенди дискотек»  .
7 квітня Гулькина взяла участь в акції для дітей «Кнігоход», яка проводилася в Російській державній дитячій бібліотеці , 21 квітня взяла участь в балі «Ангели весни», організованому Благодійним фондом «Сузір'я дитячих талантів» в Korston Hotel Moscow  .
У квітні Гулькина знову побувала з концертами в Китаї. Гастролі в цій країні, як і раніше, пройшли з великим успіхом .
У травні відбулися виступи Наталії в Німеччині і Туреччині. 26 травня Гулькина отримала перший орден від Благодійного фонду «Злітна смуга» - «За творче творення на благо Росії»  . 30 травня в Москві на вечірці «DISCO ДАЧА» в клубі «Ленінград» відбулися виступи Наталії Гулькіна і Руслана Алехна . У травні і червні пісня Гулькіна «Сльози як дощ» займала 1 місце в «Народному хіт-параді» радіо «Радіо Радіо».
12 червня Наталія Гулькіна виступала на збірних концертах, присвячених Дню Росії на ВВЦ і Поклонній горі в Москві  . У цьому ж місяці вона записала нову пісню Арсена Касієва «СЕ ЛЯ ВІ» спільно з братами Шахунц. 29 червня Гулькина спільно зі Світланою Разіною і Ромою Жуковим виступила на Дні міста в Твері з програмою «Легенди ретро» .
7 липня Гулькина брала участь в концерті, присвяченому Дню міста Себежа  .
Восени і взимку 2013-2014 років Наталія Гулькіна взяла участь в програмі «Живий звук»  на телеканалі «Росія».
У жовтні 2014 року Наталія брала участь в новому проекті «Я зможу» на телеканалі «Росія».
У 2015 році Наталія випустила новий сингл «Годинник», куди увійшли три пісні - «Годинник» (музика і слова Н. Гулькіна), «Божевільний світ» (музика і слова Н. Гулькіна) і ремікс на пісню «Сокіл» (музика і слова А. Демидова). Презентація синглу пройшла 26 лютого в ресторані готелю «Corston» в Москві. У цей день Наталія відзначала також свій день народження і презентувала першу дизайнерську колекцію сумок під своїм брендом «GN».
На початку 2016 року Наталія Гулькіна була ведучою проекту «Я худну! »На телеканалі НТВ.
Восени 2016 року Наталія Гулькіна, за сприяння директора Софії Ротару і керівника «Кремль-концерту» Сергія Лаврова, організувала великий гастрольний тур Росією з оригінальними декораціями, костюмами і хореографічними постановками, де вона виступила не тільки як виконавиця, а й як режисер шоу.
У травні 2019 року Наталія Гулькина взяла участь в концерті, присвяченому Дню заснування міста Санкт-Петербурга у Фрунзенському районі.
У 2020 році була однією зі ста членів журі у другому сезоні проекту «Ну-ка все разом! ».
Навесні 2020 року виступала в образі Людини-Дзеркала в шоу «Маска» як спеціальний гість.

## Особисте життя
- 1 чоловік - Микола Анатолійович Гулькин (нар. 19 вересня 1960).
  - Син - Олексій Миколайович Гулькин (нар. 6 лютого 1984) - пише і виконує музику, яку Наталія Гулькіна називає «складною».
- 2 чоловік - Костянтин Вікторович Терентьєв (21 жовтня 1963 - 7 квітня 2006) - директор Гулькиної (в шлюбі Наталія носила прізвище чоловіка), концертний директор групи «Зірки», соліст гурту «Шериф» з 1990 по 1994, помер від інсульту. [32]
- 3 чоловік - Сергій Мандрик - хореограф, художній керівник балету «Street Jazz» [33], керував танцювальними номерами учасників « Фабрики зірок-7 » [34]
  - Донька - Яна Сергіївна Мандрик (1999).
- 4 чоловік - Сергій Реутов - лікар-педіатр.

## Дискографія

### У складі гурту «Міраж»
- « Зірки нас чекають » (1987)
- « Тисяча зірок » (2009)

### У складі гурту «Зірки»
- «Мій маленький принц» (магнітоальбом) (1988):
  - «Інтро»
  - «Сонце горить» (Н. Гулькина - Н. Гулькина)
  - «Вірю і люблю» (Л. Величковський, Н. Гулькина - Н. Гулькина)
  - «Ні, я хочу ...» (Л. Величковський - Н. Гулькина)
  - «Ти - прекрасний ангел» (Л. Величковський - Н. Гулькина)
  - «Я тебе чекаю» (Л. Величковський - Н. Гулькина)
  - «Я не сумую» (Л. Величковський - Н. Гулькина)
  - «Тільки разом з тобою» (Л. Величковський - Н. Гулькина)
  - «Мій маленький принц» (Л. Величковський - Н. Гулькина)
  - «Ти подзвониш» (Л. Величковський - Н. Гулькина)
  - «Ніч» (Л. Величковський - Н. Гулькина)
- «Дискотека» (магнітоальбом) (1989):
  - «Інтро»
  - «Дискотека (Музика веде)» (Л. Величковський - Н. Гулькина)
  - «Вітер скажи ...» (Л. Величковський - Н. Гулькина)
  - «Зима» (Л. Величковський - Н. Гулькина)
  - «Ніколи (Я втомилася)» (Л. Величковський - Н. Гулькина)
  - «Перший лист (В казковому сні)» (Л. Величковський - Н. Гулькина)
  - «Старий парк (Пам'ятаєш) (Свічки гаснуть)» (Л. Величковський - Н. Гулькина)
  - «Море (Птах)» (Л. Величковський - Н. Гулькина)
  - «Зоряна любов (Зоряний світ)» (Л. Величковський - Н. Гулькина)
  - «Музичний кумир (Музика знову)» (Л. Величковський - Н. Гулькина)
- «Треба лише мріяти» (магнітоальбом) (1991)
  - «Інтро»
  - «Це Китай» (С. Лемох - Н. Гулькина)
  - «Айвенго» (С. Лемох - Н. Гулькина)
  - «Обманщиця-ніч» (О. Молчанов - А. Славоросов)
  - «Денний ангел (Ангел світла)» (О. Молчанов - А. Славоросов)
  - «Прощай на століття» (С. Лемох - Н. Гулькина)
  - «Треба лише мріяти (Помріємо)» (С. Лемох - Н. Гулькина)
  - «Це ти (Кода)» (О. Молчанов - А. Славоросов)
  - «Посвята (Тим, хто пішов)» (О. Молчанов - А. Славоросов)
  - «Ніч перед Різдвом» (О. Молчанов - А. Славоросов)
  - «Висновок»

Робота з іншими виконавцями: [[[:en:Draft:Шериф|гурт «Шериф»]]]
- «Наталі» (1991)
  - «Джулія» ( D. Bohlen - Н. Гулькина)
  - «Не йди» (Е. Терентьєва - Н. Гулькина)
  - «Наталі» (Е. Терентьєва - Н. Гулькина)
  - «Швидкий поїзд» (Е. Терентьєва - Н. Гулькина)
  - «Цей день» (Е. Терентьєва - Н. Гулькина)
  - «День народження» (Е. Терентьєва - Н. Гулькина)
  - «Теплий дощ» (Е. Терентьєва - Н. Гулькина)
  - «Де ж ти» (Е. Терентьєва - Н. Гулькина)
  - «Казковий ліс» (Е. Терентьєва - Н. Гулькина)

### Сольна творчість
- «Денний ангел». Магнітоальбом (1991)
- «Свята любов» МС, CD, LP (1993)
- «Треба лише мріяти» LP (1993) CD (1994)
- «Дискотека» МС, CD (1995)
- «Танцюючий місто» МС, CD (1996)
- «Парус моєї мрії», не видавався (1998)
- «Легенди російського диско» МС, CD (2000) - збірник
- «Sobranie / collectional edition /» CD (2003) - збірник
- «Королева DISCO» (2004) - збірник
- «Любовний настрій» (2004) - збірник
- «Сама по собі ...» (2012)
- «Се Ля Ві» (2014 року)
- «Годинник» (2015)

### У дуеті зі Світланою Разіною
- «Міражі» пісня 2012 (авт. Г. Філліпов)
- «Жінці вірити не можна» пісня 2012 (авт. С. Разіна)
- «Лети, мрія» пісня 2012 (авт. Н. Гулькина)
- «Жінці вірити не можна» ремікс 2013 (авт. С. Разіна)

ДУЕТИ
- Боляче (з Сашком Поповим (екс- гурт «Турбомода») (2014 року)
- Будь со мной (з Тетяною Третяк) (2016)
- Наша весна (з Феліксом Царікаті) (2016)
- Так не буває (з Ромою Жуковим) (2017)
- Задихаюся feat ILLUS! `Я (2018)

### Мюзикли
- «Три мушкетери», роль королеви Анни Австрійської, 2011 року.

### У дуеті з Маргаритою Суханкіною
- «Міраж любові» сингл (2004)
- «Просто міраж» альбом (2005)
- «Айвенго» (2004) (С. Лемох - Н. Гулькина)
- «Новий рік» (2004) (В. Золотих - Н. Гулькина)
- «Moonlight Shadow» (2004)
- «Попурі» (2004) (А. Литягин - В. Соколов)
- «Сонячне літо» (2005) (А. Литягин - В. Соколов) з групою «МультFільми»
- «Хитрі цукерки» (За нами стежать) (2005) (Е. Тимофєєв) з групою «МультFільми»
- «Я більше не прошу» (2005) (А. Литягин - Е. Степанова)
- «Зірки нас чекають» (2005) (А. Литягин - В. Соколов)
- «Настає ніч» (2005) (А. Литягин - В. Соколов)
- «Музика нас зв'язала» (2006) (А. Литягин - В. Соколов)
- «Знову разом» (2007) (А. Литягин - В. Соколов)
- «Дискотека» (2005) (Л. Величковський - Н. Гулькина)
- «Я знову бачу тебе» (2007) (А. Литягин - Е. Степанова)
- «Сонячне літо» (2007) (А. Литягин - В. Соколов)

«Ти - СУПЕРСТАР» 2008.
- Попелюшка. з Л. Сенчиной і М. Суханкіна
- Я буду жити. з М. Суханкіна, Т. Іванової та А. Апіної.
- Я з'їхала з глузду. з М. Суханкіна.
- Адажіо G- Minor. з М. Суханкіна. (Т. Альбіноні-С. Осиашвили)
- Yes Sir, I Can Boogie. з М. Суханкіна.
- Ти мені віриш чи ні. з М. Суханкіна. (А. Рибников).
- Прощай. з М. Суханкіна. (В. Добринін -Л. Дербеньов).
- Просто Міраж. (В. Золотих - Н. Гулькина) з М. Суханкіна.
- Музика нас повязала. з М. Суханкіна. (А. Литягин - В. Соколов)

«Живий звук» 2013.
- Наодинці.
- Sign your name.
- The final countdown.
- Небеса.
- Аеропорт.
- Маргарита.
- Я буду.
- Танець на барабані.
- Три білих коня.
- Квітнуть квіти.
- шукаю тебе
- Сніг.

### Відеокліпи
- Сонце горить (1988)
- Мій маленький принц (1989)
- Дискотека (1990)
- Айвенго (1991)
- Це Китай (1992)
- Мелодия любви (1996)
- Сонячне літо (2000)
- Просто Міраж (разом з Маргаритою Суханкіна) (2005)
- 1000 зірок (в складі групи Міраж) (2008)
- Мерехтить ніч (в складі групи Міраж) (2009)
- Новий рік (2012)
- Сокіл (2013)
- В гомоні міста (2015)
- Годинники (2016)
- Очі в очі (2017)
- Задихаюся feat ILLUS! `Я (2018).
- У тебе є я. (2018).
- Відлітає в небо кулю. (2018)

## Нагороди
Міжнародний конкурс «Інтершанс» - ГРАН-ПРІ (1990 рік).
Орден від Благодійного Фонду «Злітна смуга» - «ЗА Творчості НА БЛАГО РОСІЇ» (2013 рік).